# اوند (کمون)
اوند (به فرانسوی: Ondres) یک کمون (مطابق بخش در تقسیمات کشوری ایران) در استان نوول آکیتن ، آکیتن فرانسه و در مجاورت اقیانوس اطلس قرار دارد .  اوندرس یک منطقه گردشگری است و در پلاژ ساحلی آن برهنگی آزاد است. 